# Питеркинское сельское поселение
Пи́теркинское се́льское поселе́ние (чув. Питĕркасси ял тӑрӑхӗ) — муниципальное образование в Красночетайском районе Чувашии Российской Федерации.
Административный центр — деревня Питеркино.

## История
Статус и границы сельского поселения установлены Законом Чувашской Республики от 24 ноября 2004 года № 37 «Об установлении границ муниципальных образований Чувашской Республики и наделении их статусом городского, сельского поселения, муниципального района и городского округа».

## Население
| 2010 | 2012  | 2013  | 2014 | 2015 | 2016 | 2017 |
| ---- | ----- | ----- | ---- | ---- | ---- | ---- |
| 1046 | ↘1032 | ↘1002 | ↘965 | ↘950 | ↘919 | ↘884 |
| 2018 | 2019  | 2020  | 2021 |      |      |      |
| ↘853 | ↘822  | ↘810  | ↘779 |      |      |      |

## Состав сельского поселения
| № | Населённый пункт | Тип населённого пункта          | Население |
| - | ---------------- | ------------------------------- | --------- |
| 1 | Вишенеры         | деревня                         | ↗52       |
| 2 | Кубяши           | деревня                         | ↗247      |
| 3 | Питеркино        | деревня, административный центр | ↗795      |
| 4 | Хорабыр          | деревня                         | ↗204      |